# Jean-Fleury Baudrand
Jean-Fleury Baudrand (ou Baudran), O.M.I. (9 de março de 1811 - 1 de outubro de 1853), foi um sacerdote católico romano francês e missionário que serviu na América do Norte, onde morreu.

## Vida pregressa
Baudrand nasceu no departamento de Vienne, filho de Jean-Fleury Baudrand, um fazendeiro, e de Madelaine Faure. Não há registro da infância ou educação de Baudrand. Ele foi ordenado sacerdote em Grenoble em 16 de julho de 1837 por Philibert de Bruillard, bispo de Grenoble. Ele foi recebido no noviciado dos Missionários Oblatos de Maria Imaculada, Calvary House (em francês:  Maison du Calvaire) em Marselha, no dia 31 de outubro seguinte. Em 1841, os Oblatos aceitaram o convite do Bispo Ignace Bourget para enviar alguns padres à Diocese de Montreal. Baudrand se ofereceu e chegou a Montreal em 2 de dezembro de 1841, com cinco outros Oblatos de Marselha.

## Canadá
Baudrand foi imediatamente designado por Bourget como pastor de Mont-Saint-Hilaire. Em agosto de 1842 ele se mudou para a nova casa dos Oblatos em Longueuil, onde permaneceu quase quatro anos. Ele passou parte de seu tempo pregando retiros nas paróquias, conventos e faculdades da região de Montreal; além disso, trabalhou arduamente para estabelecer sociedades de temperança e as Filhas de Maria Imaculada, uma comunidade de mulheres piedosas. De 1843 a 1845, ele ministrou em Eastern Townships, viajando por um imenso território cujos principais centros eram Granby, Stanbridge, Dunham e Stanstead. Ele ficou em Bytown (agora Ottawa) (1846-1847) para ajudar seus colegas que estavam lutando contra uma epidemia de tifo.
Baudrand voltou para Longueuil no ano seguinte e serviu como superior da casa nos dois anos seguintes. Quando os Oblatos desistiram de sua residência em 1850, ele foi para a Maison Saint-Pierre-Apôtre em Montreal East, um subúrbio da classe trabalhadora de Montreal, servindo inicialmente como Superior da comunidade. Além de exercer a pastoral na capela, que era aberta ao público, e a pregação, supervisionou a construção da Igreja de Saint-Pierre-Apôtre anexa à sua residência, uma das estruturas mais altas da época. Gozando da confiança de Bourget, ele acompanhou o bispo ao primeiro Conselho Provincial da Província Eclesiástica de Quebec em 1851 como perito (especialista em teologia).

## Estados Unidos
Um estudioso com um bom domínio de inglês e um homem de altos princípios, Baudrand foi enviado como missionário a Galveston, Texas, em abril de 1853. Em sua chegada em maio, foi escolhido superior do futuro colégio em Brownsville e supervisionou a construção de seus edifícios, que foram concluídos sob seu sucessor, o Rev. Julien Baudre, O.M.I., em 1865.
Em abril de 1853, Baudrand foi enviado do Canadá para Galveston, Texas, nos Estados Unidos. Ao chegar lá no mês seguinte, foi nomeado Superior da futura Academia St. Joseph de Brownsville. Pouco depois de sua chegada a Galveston, no entanto, houve um surto de febre amarela, o médico local aconselhou-o a deixar a área onde a epidemia estava ocorrendo, mas ele recusou, decidido a permanecer em seu posto. Ele morreu três dias após desenvolver a doença, um dos seis padres que morreram cuidando de outras vítimas da epidemia.
O corpo de Baudrand foi enterrado perto da entrada da Basílica da Catedral de Santa Maria, onde o seu e o dos outros são homenageados por um grande monumento de mármore.
Baudrand é lembrado como um padre zeloso e comprometido. Ele, e muitos outros Padres Oblatos, contribuíram positivamente para as missões norte-americanas daquela época.